# دایتسیساو
دایتسیساو (به آلمانی: Deizisau) یک شهر در آلمان است که در اسلینگن واقع شده‌است. دایتسیساو ۶٬۵۵۰ نفر جمعیت دارد.

## خواهرخوانده
شهر Neukieritzsch خواهرخواندهٔ دایتسیساو هست.